# Dentostomina
Dentostomina es un género de foraminífero bentónico de la subfamilia Miliammininae, de la familia Rzehakinidae, de la superfamilia Rzehakinoidea, del suborden Schlumbergerinina y del orden Schlumbergerinida. Su especie tipo es Dentostomina bermudiana. Su rango cronoestratigráfico abarca el Holoceno.

## Discusión
Clasificaciones previas incluían Dentostomina en la subfamilia Siphonapertinae, de la familia Hauerinidae, de la superfamilia Milioloidea, del suborden Miliolina y del orden Miliolida.

## Clasificación
Dentostomina incluye a las siguientes especies:
- Dentostomina agglutinans
- Dentostomina bermudezi
- Dentostomina bermudiana
- Dentostomina besnardii
- Dentostomina enoplostoma, también aceptado como Quinqueloculina enoplostoma
- Dentostomina guraboensis